# علی سالم النحار
علی سالم النحار (عربی: علي بن سالم بيت النحار؛ زادهٔ ۲۱ اوت ۱۹۹۲) یک ورزشکار اهل عمان است.
وی در تیم ملی فوتبال عمان بازی کرده‌است.